# Берзиха
Берзиха (рос. Берзиха) — присілок в Шар'їнському районі Костромської області Російської Федерації.
Населення становить 220 осіб. Входить до складу муніципального утворення Івановське сільське поселення.

## Історія
Від 2007 року входить до складу муніципального утворення Івановське сільське поселення.

## Населення
| 2008 | 2010 | 2014 |
| ---- | ---- | ---- |
| 243  | ↘229 | ↘220 |